# Барди, Энис
Энис Барди (макед. Енис Барди; алб. Enis Bardhi; родился 2 июля 1995 года в Скопье, Македония) — македонский футболист, полузащитник сборной Северной Македонии.

## Клубная карьера
Барди — воспитанник клубов «Шкупи», датского «Брондбю» и шведского «Преспа Бирлик». В 2014 году в составе последнего он дебютировал во второй лиге Швеции. В своём дебютном сезоне Энис забил 11 мячей в 19 матчах и летом перешёл в венгерский «Уйпешт». 14 сентября в матче против «Видеотона» он дебютировал в чемпионате Венгрии. 24 октября в поединке против «Ньиредьхаза Спартакус» забил свой первый гол за «Уйпешт». В 2017 году он забив 12 голов стал одним из лучших снайперов чемпионата и лучшим бомбардиром команды.
Летом 2017 года Барди перешёл в испанский «Леванте». Сумма трансфера составила 1,5 млн евро. 21 августа в матче против «Вильярреала» он дебютировал в Ла Лиге. 26 августа в поединке против «Депортиво Ла-Корунья» Энис забил свой первый гол за «Леванте».
12 августа 2022 года, после вылета «Леванте», Барди перешёл в турецкий клуб Суперлиги «Трабзонспор». 15 января 2025 года его контракт с клубом был расторгнут по взаимному согласию сторон.

## Международная карьера
27 марта 2015 года в отборочном матче чемпионата Европы 2016 против сборной Беларуси Барди дебютировал за сборную Македонии.
В 2017 году в составе молодёжной сборной Македонии Бадхри принял участие в молодёжном чемпионате Европы в Польше. На турнире он сыграл в матчах против команд Испании, Сербии и Португалии. В поединках против сербов и португальцев Энис забил по голу.
9 октября в отборочном матче чемпионата мира 2018 против сборной Лихтенштейна забил свой первый гол за национальную команду.

### Голы за сборную Македонии
| #   | Дата           | Место                         | Противник   | Счёт | Результат | Соревнование                     |
| --- | -------------- | ----------------------------- | ----------- | ---- | --------- | -------------------------------- |
| 01. | 9 октября 2017 | Младость, Струмица, Македония | Лихтенштейн | 3:0  | 4:0       | Чемпионат мира 2018 квалификация |